# جو لو ترولیو
جو لو ترولیو (انگلیسی: Joe Lo Truglio؛ ‏‎/loʊˈtruːljoʊ/‎؛) بازیگر، صداپیشه، کمدین و نویسنده اهل ایالات متحده آمریکا است.
از فیلم‌ها یا مجموعه‌های تلویزیونی که وی در آن‌ها نقش داشته‌است، می‌توان به پل، خیلی بد، بروکلین نه-نه، تابستان داغ و مرطوب آمریکایی، ده، رفتار بی‌‌فایده و احمقانه و بازی ویدئویی جی‌تی‌ای: ماجراهای لیبرتی سیتی اشاره نمود.